# Didymoglossum laceratum
Espèce
Didymoglossum laceratum est une espèce de fougères de la famille des Hyménophyllacées. 

## Description
Didymoglossum laceratum est classé dans le sous-genre Didymoglossum.
Cette espèce a les caractéristiques suivantes :
- un long rhizome traçant, densément couvert de poils bruns à noirâtres et sans racines ;
- des frondes d'environ 2 cm avec un pétiole assez long - d'environ du tiers de la longueur de la fronde -, caractéristiques de l'espèce
- un limbe irrégulier, lancéolé, assez profondément lobé, parfois entier ; la découpure du limbe est à l'origine de l'épithète spécifique donné par Apollinaire Fée ;
- la nervuration est assez dense et les fausses nervures sont peu nombreuses ; ces dernières sont parallèles aux vraies nervures mais il n'existe pas de fausses nervures submarginales (caractéristique du sous-genre)
- une nervuration catadrome.
- les sores sont peu nombreux - généralement unique par limbe - et situés à son apex,
- une indusie tubulaire, aux lèvres très marquées et dont les cellules sont distinctes des tissus du limbe.

## Distribution
Cette espèce, presque strictement épiphyte, est présente en Amérique tropicale et aux Antilles (Guadeloupe).